# Arvonsaari (ö i Mellersta Finland)
Arvonsaari är en ö i Muurasjärvi i Finland. Den ligger i sjön Muurasjärvi och i kommunen Pihtipudas i den ekonomiska regionen  Saarijärvi-Viitasaari och landskapet Mellersta Finland, i den centrala delen av landet, 400 km norr om huvudstaden Helsingfors. Öns area är 23,1 hektar och dess största längd är 0,8 kilometer i sydväst-nordöstlig riktning.